# 부합 (그래프 이론)

최대 부합이 아닌 극대 부합의 예. 부합에 포함된 변들을 붉은 색으로 굵게 표시하였다.

최대 부합의 예. 부합에 포함된 변들을 붉은 색으로 굵게 표시하였다. 이 가운데 (왼쪽부터) 둘째는 완벽 부합이지만, 첫째와 셋째는 완벽 부합이 아닌 최대 부합이다.

그래프 이론에서 부합(附合, 영어: matching 매칭[*])은 서로 만나지 않는 변들의 집합이다.

## 정의
그래프 {\displaystyle \Gamma }의 부합 {\displaystyle M\subseteq E(\Gamma )}은 다음을 만족시키는, 변들의 부분 집합이다.
- 임의의 {\displaystyle e_{1},e_{2}\in M}에 대하여, {\displaystyle e_{1}}과 {\displaystyle e_{2}}가 하나 이상의 꼭짓점을 공유한다면 {\displaystyle e_{1}=e_{2}}이다.

{\displaystyle \Gamma }의 부합들은 포함 관계에 따라서 부분 순서 집합을 이룬다. 이 부분 순서에 대하여 극대인 부합을 극대 부합(영어: maximal matching)이라고 한다. 최대 부합(영어: maximum matching)은 극대 부합 가운데, 변의 수가 최대인 부합이다.

### 완벽 부합
완벽 부합(完璧附合, 영어: perfect matching)은 모든 꼭짓점을 덮는 부합이다. 따라서 완벽 부합은 꼭짓점이 짝수 개인 경우에만 존재할 수 있다. 완벽 부합은 당연히 최대 부합이다.

완벽 부합의 예
페테르센 그래프 속에서, 붉게 칠해진 변들은 완벽 부합을 이룬다. 보다 일반적으로, 모든 일반화 페테르센 그래프는 마찬가지로 완벽 부합을 갖는다.
데자르그 그래프 속에서, 붉은 색 · 푸른 색 · 녹색 변들은 각각 완벽 부합을 이룬다.

### 부합 다항식
유한 그래프 {\displaystyle \Gamma }가 주어졌으며, 그 가운데 크기(즉, 포함된 변의 수)가 {\displaystyle n}인 부합의 수를 {\displaystyle m_{n}}이라고 하자. 그렇다면, 그 생성 함수
{\displaystyle Z_{\Gamma }(x,y)=\sum _{n=0}^{\infty }m_{n}x^{n}y^{|\operatorname {V} (\Gamma )|-2n}\in \mathbb {Z} [x,y]}
를 {\displaystyle \Gamma }의 부합 다항식(附合多項式, 영어: matching polynomial)이라고 한다. (여기서 {\displaystyle m_{0}=1}이다.)
또한, 유한 그래프 {\displaystyle \Gamma }의 모든 부합의 수, 즉
{\displaystyle Z_{\Gamma }(1,1)}
를 {\displaystyle \Gamma }의 호소야 지표([細矢]指標, 영어: Hosoya index)라고 한다.
만약
{\displaystyle x\mapsto \exp(-\beta E_{2})}
{\displaystyle y\mapsto \exp(-\beta E_{1})}
로 치환하였을 때, 이는 단량체-이합체 모형의 분배 함수와 같다.

## 성질
(유한 또는 무한) 그래프 {\displaystyle \Gamma } 위의 두 부합 {\displaystyle M,M'\subseteq \operatorname {E} (\Gamma )}에 대하여, 그래프
{\displaystyle \Gamma '=(M\setminus M')\cup (M'\setminus M)}
를 생각하자. 그렇다면, {\displaystyle \Gamma '}은 다음과 같은 종류의 연결 성분들로만 구성된다.
- 짝수 길이의 순환 그래프 {\displaystyle C_{2n}}. 또한, 그 변들은 번갈아 가며 {\displaystyle M}에 속하거나 {\displaystyle M'}에 속하게 된다.
- 유한한 길이의 경로 그래프 {\displaystyle P_{k}}. 또한, 그 변들은 번갈아 가며 {\displaystyle M}에 속하거나 {\displaystyle M'}에 속하게 된다.
- 한 쪽의 끝을 갖는 무한 경로 그래프 {\displaystyle P_{\infty }^{+}}. 또한, 그 변들은 번갈아 가며 {\displaystyle M}에 속하거나 {\displaystyle M'}에 속하게 된다.
- 끝점을 갖지 않는 무한 경로 그래프 {\displaystyle P_{\infty }^{\pm }}. 또한, 그 변들은 번갈아 가며 {\displaystyle M}에 속하거나 {\displaystyle M'}에 속하게 된다.

### 베르주 보조정리

왼쪽의 부합은 덧붙임 경로(붉은 색으로 표시)를 갖는다. 이를 사용하여, 오른쪽의 더 큰 부합을 만들 수 있다.

임의의 유한 그래프 {\displaystyle \Gamma } 속의 부합 {\displaystyle M\subseteq \operatorname {E} (\Gamma )}의 덧붙임 경로(영어: augmenting path)는 다음 조건을 만족시키는 경로 {\displaystyle (v_{0},v_{1},v_{2},\dotsc ,v_{2n+1})}이다.
- 시작 꼭짓점 {\displaystyle v_{0}} 및 끝 꼭짓점 {\displaystyle v_{2n+1}}은 {\displaystyle M}에 속한 변과 인접하지 않는다.
- 경로의 변들은 {\displaystyle M}에 속한 것과 속하지 않은 것들이 교대된다. 즉, 모든 {\displaystyle i}에 대하여, {\displaystyle (v_{2i},v_{2i+1})\not \in M}이지만, {\displaystyle (v_{2i+1},v_{2i+2})\in M}이다.

베르주 정리(영어: Berge’s lemma)에 따르면, 임의의 유한 그래프 {\displaystyle \Gamma } 속의 부합 {\displaystyle M\subseteq \operatorname {E} (\Gamma )}에 대하여 다음 두 조건이 서로 동치이다.
- 최대 부합이다.
- 덧붙임 경로를 갖지 않는다.

(다시 말해, 덧붙임 경로를 갖는 부합에는 덧붙임 경로를 “덧붙여서” 더 큰 부합을 만들 수 있다.)

### 텃-베르주 공식
텃-베르주 공식(Tutte-Berge公式, 영어: Tutte–Berge formula)에 따르면, 유한 그래프 {\displaystyle \Gamma }의 최대 부합의 크기는 다음과 같다.
{\displaystyle {\frac {1}{2}}\min _{U\subseteq \operatorname {V} (\Gamma )}\left(\operatorname {V} (\Gamma )+|U|-\operatorname {odd} (\Gamma \setminus U)\right)}
여기서
- {\displaystyle \operatorname {V} (\Gamma )}는 {\displaystyle \Gamma }의 모든 꼭짓점들의 집합이다.
- {\displaystyle \textstyle \min _{U\subseteq \operatorname {V} (\Gamma )}}는 {\displaystyle \Gamma }의 모든 가능한 꼭짓점 집합에 대하여 취한 최솟값이다.
- {\displaystyle \Gamma \setminus U}는 {\displaystyle \Gamma }에서 {\displaystyle U\subseteq \operatorname {V} (\Gamma )}에 속한 꼭짓점 및 {\displaystyle U}와 인접하는 변들을 제거하여 얻는, {\displaystyle \Gamma }의 부분 그래프이다.
- {\displaystyle \operatorname {odd} (-)}는 어떤 그래프의 연결 성분 가운데, 홀수 개의 꼭짓점들을 갖는 연결 성분의 수이다.

특히, 만약 어떤 유한 그래프 {\displaystyle \Gamma }가 완벽 부합을 갖는 경우
{\displaystyle {\frac {1}{2}}|\operatorname {V} (\Gamma )|={\frac {1}{2}}\min _{U\subseteq \operatorname {V} (\Gamma )}\left(\operatorname {V} (\Gamma )+|U|-\operatorname {odd} (\Gamma \setminus U)\right)}
이므로, 임의의 {\displaystyle U\subseteq \operatorname {V} (\Gamma )}에 대하여
{\displaystyle |U|\geq \operatorname {odd} (\Gamma \setminus U)}
이다. 이를 텃 정리(영어: Tutte’s theorem)라고 한다.

### 알고리즘
임의의 그래프의 호소야 지표를 계산하는 것은 샤프-P-완전 문제이므로, 매우 어렵다. 다만, 평면 그래프의 경우, 파프 방향을 사용하여
P 알고리즘이 가능하다.

## 예

완전 그래프 의 모든 부합. 이는 10개의 부합을 가지므로, 그 호소야 지표는 10이며, 그 부합 다항식은 이다.

완전 그래프 {\displaystyle K_{n}}의 부합 다항식은 다음과 같이 에르미트 다항식 {\displaystyle \operatorname {H} _{n}}으로 주어진다.:258, §1
{\displaystyle Z_{K_{n}}(-1,y)=\operatorname {H} _{n}(y)}
여기서
{\displaystyle \operatorname {H} _{n}(x)=\left(x-{\frac {\mathrm {d} }{\mathrm {d} x}}\right)^{n}1}
이다.
마찬가지로, 완전 이분 그래프 {\displaystyle K_{m,n}}의 부합 다항식은 다음과 같은 (일반화) 라게르 다항식으로 주어진다.:261, §3
{\displaystyle Z_{K_{m,n}}(-1,y)=n!\operatorname {L} _{n}^{(m-n)}(y^{2})}

## 역사
텃 정리는 윌리엄 토머스 텃이 1947년에 증명하였다. 이후 1958년에 클로드 자크 베르주가 이를 텃-베르주 공식으로 일반화하였다.
베르주 정리는 1957년에 프랑스의 수학자 클로드 자크 베르주(프랑스어: Claude Jacques Berge, 1926~2002)가 증명하였다.
호소야 지표는 일본의 화학자 호소야 하루오(일본어: 細矢 治夫, 1936~)가 1971년에 유기화학에서의 응용을 위하여 도입하였다.

## 같이 보기
- 변 색칠